# 棕斑盲鼬鳚
棕斑渊鼬鳚（学名：Barathronus maculatus），又名裸鼬魚、棕斑盲鼬鳚，为胶鼬鳚科渊鼬鳚属的鱼类。分布于见于日本南部骏河湾南部、马达加斯加岛北部及南非东部诸海区以及东海琉球海沟北段西侧海区等，属于西太平洋及印度洋水深386-1525米的稍小型底层鱼类。该物种的模式产地在南非东岸。
其种加词“maculatus”意为“有斑点、斑块、斑纹的”。